# 德雷 (加利福尼亞州)
德爾雷（英語：Del Rey）是位於美國加利福尼亞州弗雷斯諾縣的一個人口普查指定地區。

## 地理
德爾雷的座標為36°39′33″N 119°35′37″W / 36.65917°N 119.59361°W，而該地最高點為海拔高度105米（即344英尺）。

## 人口
根據2010年美國人口普查的數據，德爾雷的面積為3.152平方千米，當中陸地面積為3.152平方千米，而水域面積為0.000平方千米。當地共有人口1639人，而人口密度為每平方千米519人。